# Fámjin

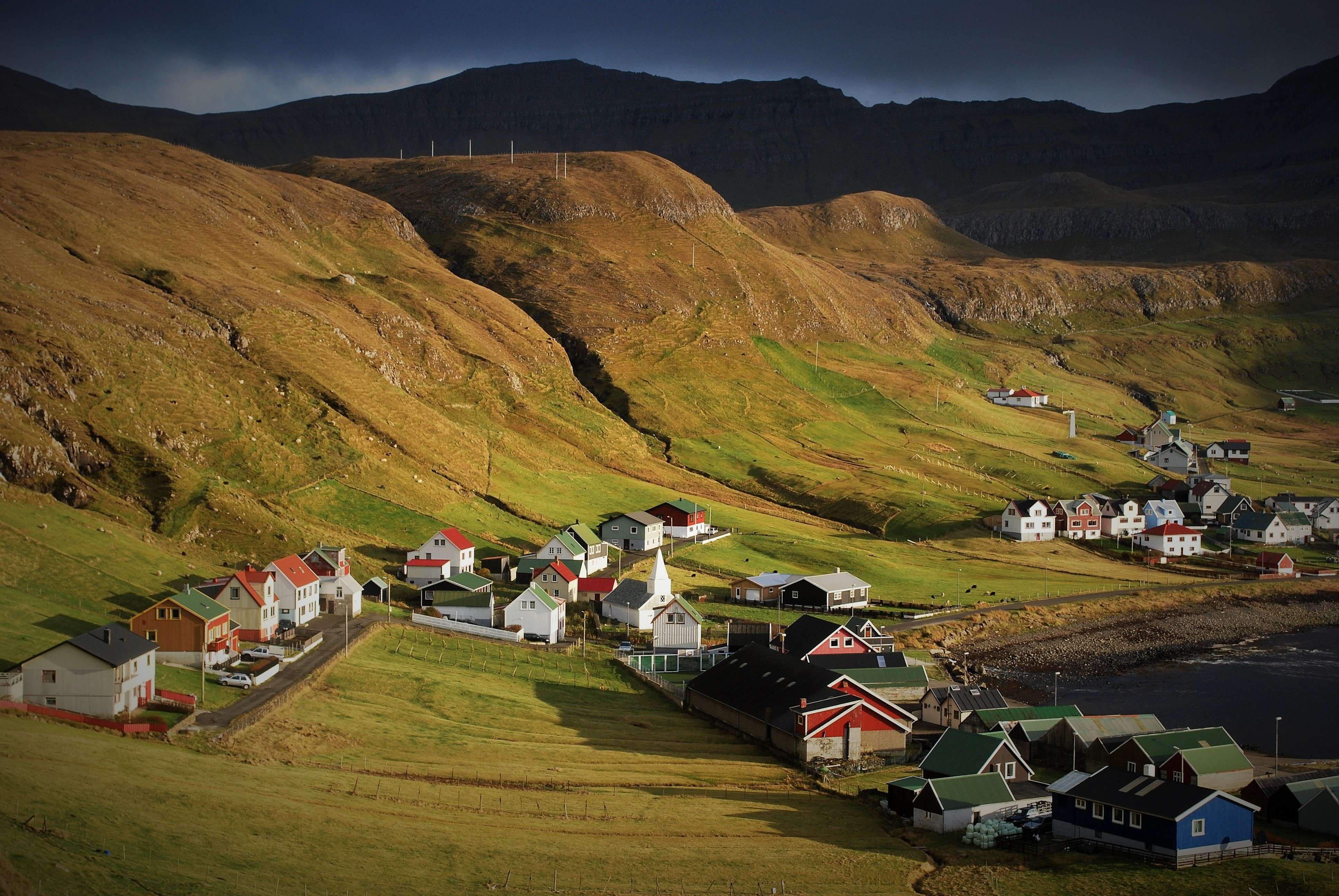
Fámjin

Fámjin (dánsky: Famien) je vesnice, která se nachází ve středu pobřeží na západní straně Suðuroy, což je nejjižnější ostrov Faerských ostrovů. Ve vesnici žilo v roce 2010 108 obyvatel.
Z vesnice, která je částečně chráněna kamenným útesem viditelným při odlivu, je přímý výhled ven na moře. Je obklopena nádhernou přírodní scenerií nejvyšší hory Suðuroy Gluggarnir. Nejvyšší vrch Gluggarnir se nachází severně od Fámjin. Jihovýchodně od vesnice se rozprostírají vrchy Borgarknappur a Borgina. Lze zde nalézt i několik vnitrozemských jezer a vodopádů. Jeden z nich se jmenuje Fossurin Mikli. Do vesnice vede jen jedna cesta, prochází vesnici Orávik.
Z vesnice lze dělat vycházky na jezero známé jako "Kirkjuvatn" (Kostelní jezero), jedno z největších na ostrově. Stará horská cesta mezi Fámjin a Vagur byla původně hlavní cestou mezi dvěma vesnicemi. Cesta vede krásnou horskou přírodou jižně od Fámjin a pokračuje podél útesů na západ. Tam jsou na cestě mohyly. Západně od Fámjin na konci cesty je propast, která se nazývá Prestgjógv (kněžská propast).
V okolí vesnice se nacházejí vesnice Orávik, Tvoroyri, Vagur. Orávik je vzdálena 9 km západně, Tvoroyri 16 km a Vagur 29 km.

## Název vesnice
Historie říká, že Fámjinu se říkalo Vesturvik. Jednoho dne se dva muži z vesnice rozhodli jít lodí na ryby. Na moři zahlédli francouzskou plachetnici, která jen tak postávala a čekala na vítr. Dva muži pozvali dvě ženy na svou loď. Když byly dámy na palubě, muži s nimi rychle veslovali směrem k vesnici. Z plachetnice slyšeli křičet Francouzů "Femmes ... Femmes". Od toho dne byl nazýván Vesturvik Fámjin. Tento příběh se odehrál v 16. století.

## Dějiny
Kostel v Fámjin byl postaven v roce 1875 a využíván od roku 1876. V kostele se nachází runový kámen ze 16. století (Fámjinssteinurin). Na kameni jsou zapsány latinské a runové listy. Kámen pochází z období po Faerských reformaci v roce 1538, a dokazuje, že runy byly používány až do konce 16. století. Je nejmladší z pomezi runových kamenů Faerských ostrovů.
V kostele je prototyp vlajky Faerských ostrovů Merkið. Tuto vlajku vytvořil Jens Oliver Lisberg z Fámjin a kolektiv během studia v Kodani v Dánsku v roce 1919. Poprvé byla "Merkið" použitá na Faerských ostrovech 22. června 1919 ve Famjine u příležitosti svatby. Nebyla zpočátku oficiálně uznána. Ale během druhé světové války Spojené království zakázalo používání vlajky Dánska na Faerských lodích, protože Dánsko bylo v té době obsazeno Německem. Proto byla mezitím Merkið používána na Faerských lodích (oficiální datum uznání je 25. duben 1940). No až ověřovacím zákonem o autonomii v roce 1948 byla Merkið uznána jako oficiální vlajka Faerských ostrovů.

## Kultura
Fámjin je situován v blízkosti vod bohatých na ryby. V přístavu, v němž je dobře chráněno životní prostředí, rybářské lodě kotví v létě na malém molu. Během zimy jsou vytahovány do přístaviště a uchovávají se v domech. Stejně jako v jiných vesnicích je rybolov i chov ovcí součástí každodenního života.
V letních měsících se počet obyvatel výrazně zvyšuje díky příchodu mnoha lidí z Fámjin, kteří žijí v jiných vesnicích na Faerských ostrovech a v jiných zemích, ale vracejí se do vesnice kvůli pasení ovcí a senné sezóně, která trvá od začátku července do konce srpna. To je případ mnoha malých obcí Faerských ostrovů. V posledních letech roste počet turistů, kteří obec navštěvují. Turisté přicházejí hlavně z jednoho důvodu, přejí si vidět původní vlajku Faerských ostrovů, Merkið, která visí v kostele. V obci je pár domů na pronájem a kavárna, hned vedle přístavu.

## Galerie

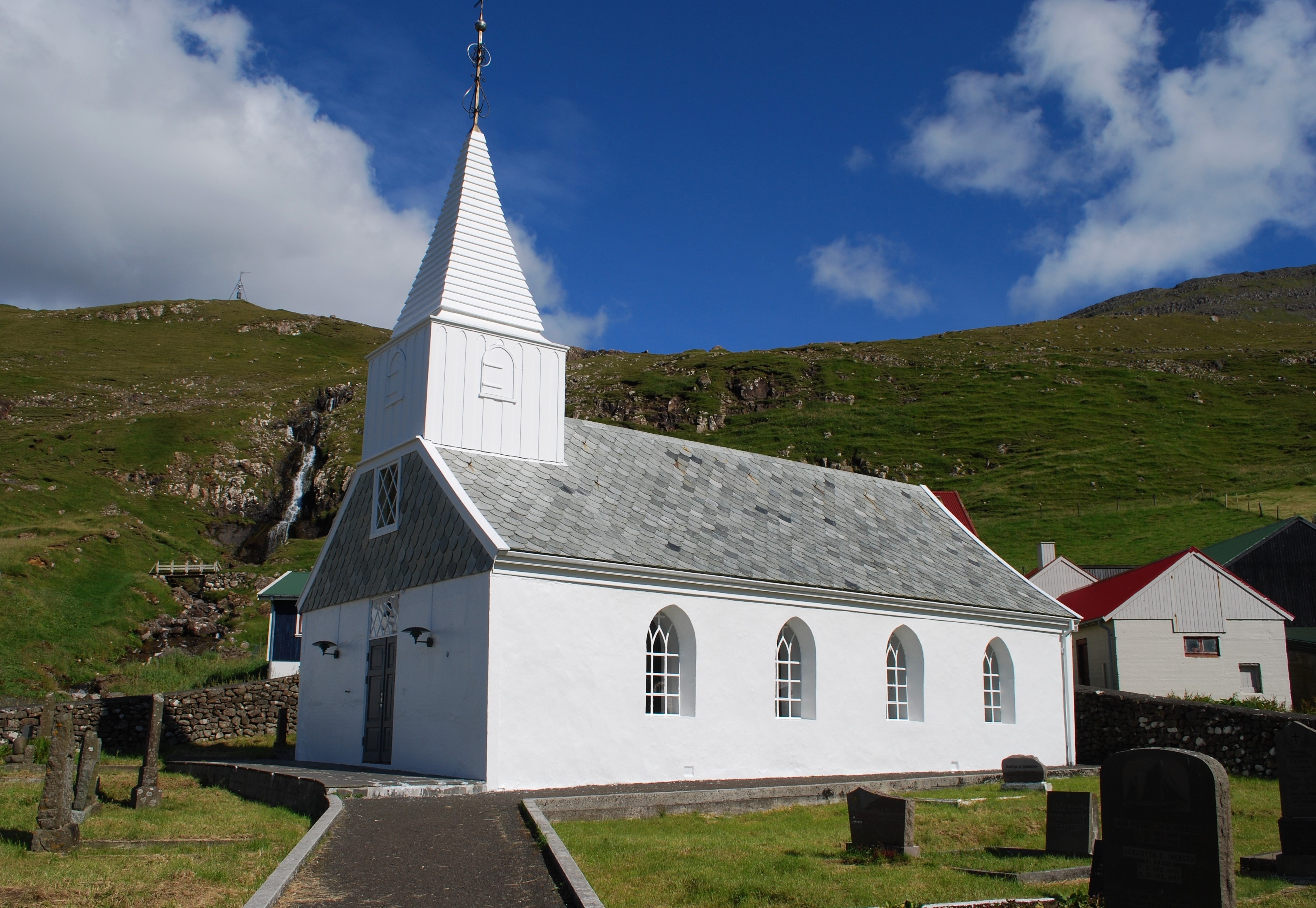
Kostel v Fámjin
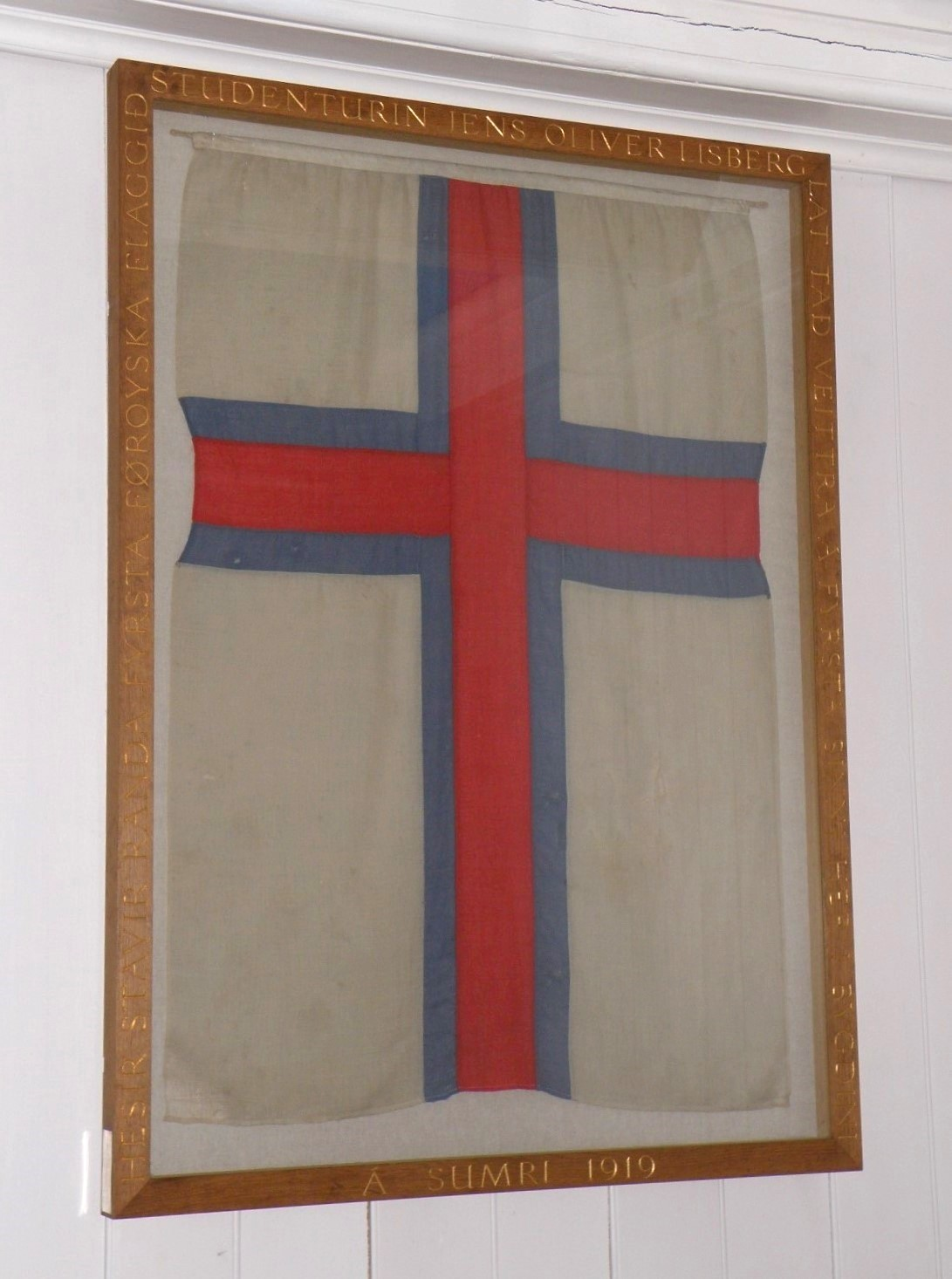
Merkið, první vlajka Faerských ostrovů
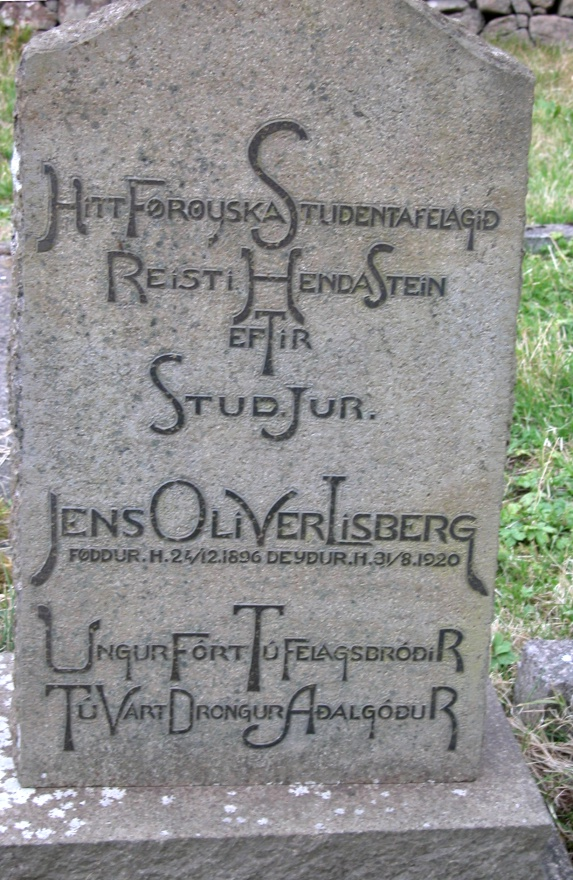
Památník Jense Olivera Lisberga
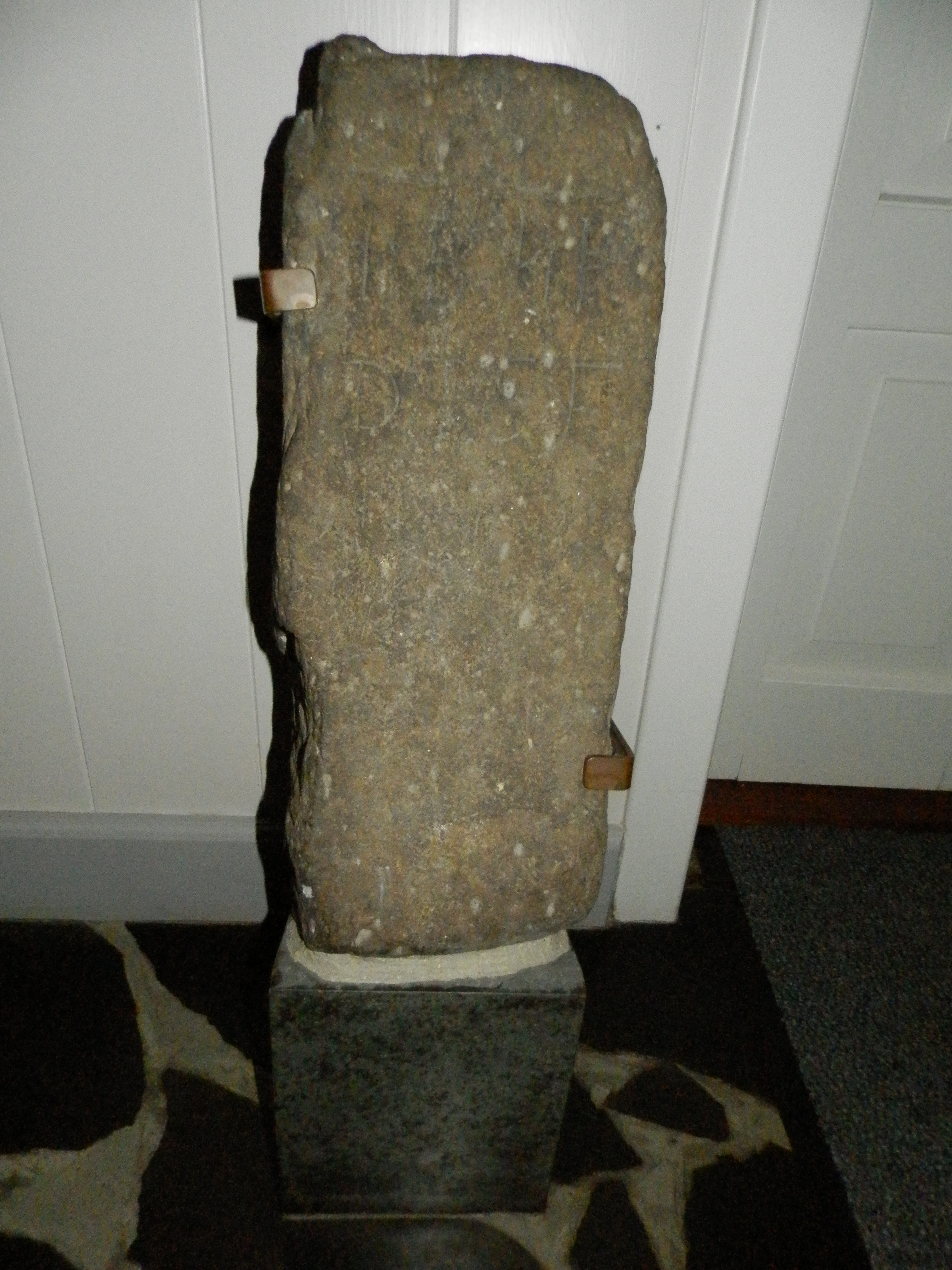
Runový kámen, Kostel v Fámjin
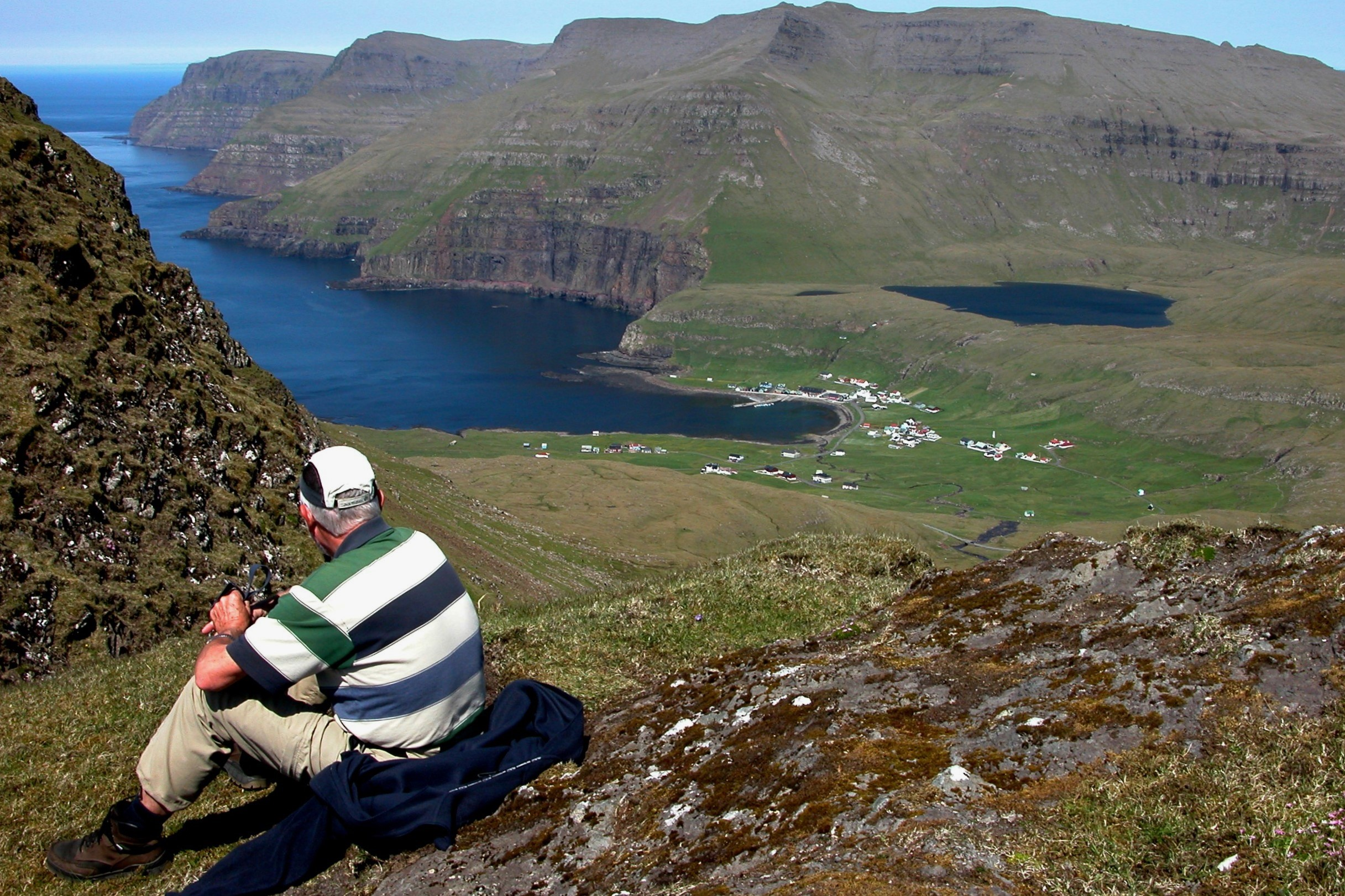
Jezero Kirkjuvatn
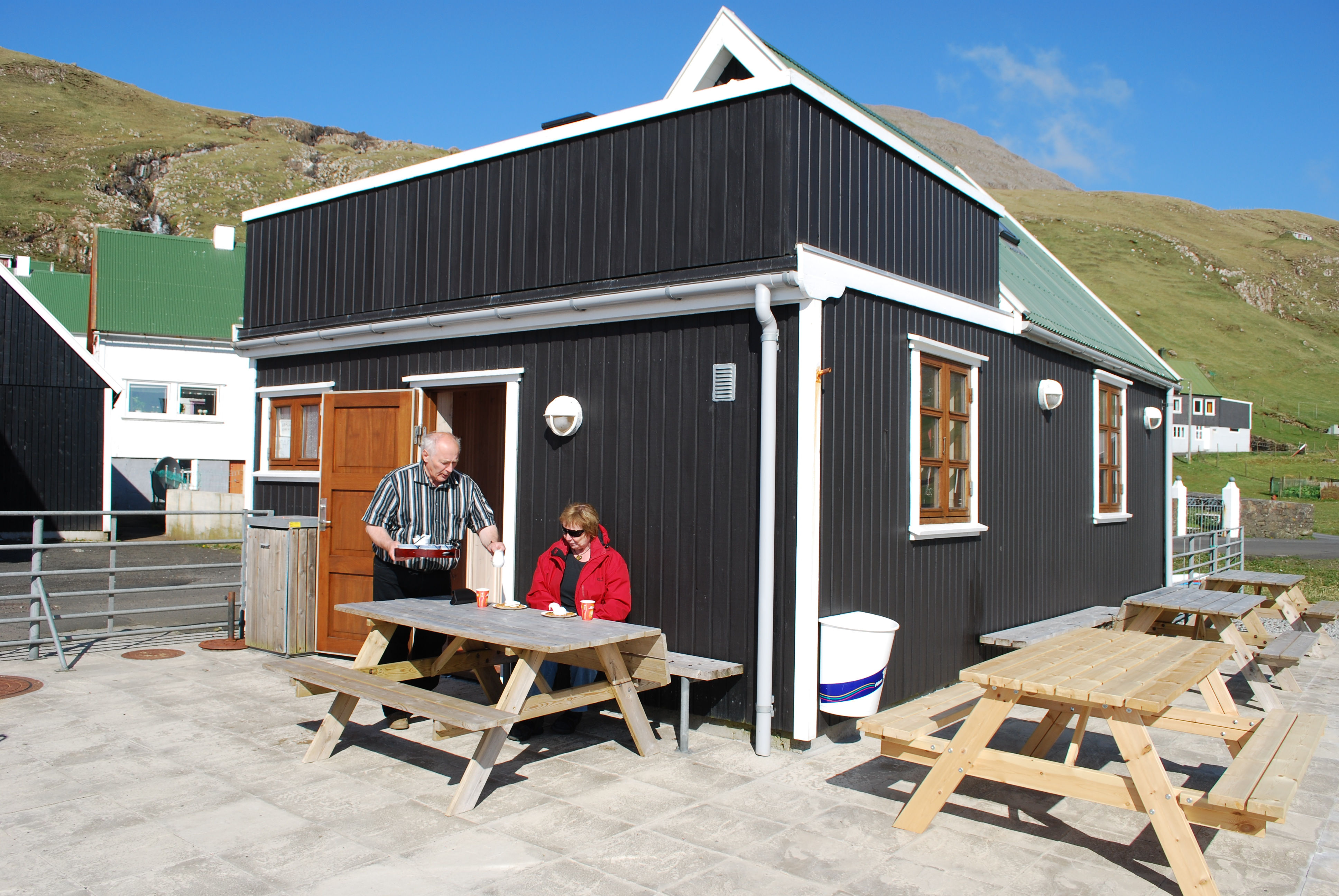
Café Fámjin